# Pour qui tu te prends ?

Pour qui tu te prends est le premier tome de la série de bande dessinée Les Nombrils.

## Synopsis
Dans un lycée banal, deux filles attisent toutes les attentions : Jenny et Vicky, deux filles sexy, vulgaires et ultra superficielles, elles-mêmes folles amoureuses de leur alter-ego masculin, John John, un motard qui reste bien mystérieux sur ce qu'il cache sous son casque. Depuis que celui-ci est sorti indemne d'un accident de moto, les deux belles rivalisent d'ingéniosité pour essayer de voler Dan, le petit copain de Karine, leur « amie » faire-valoir.